# Hertug Blåskægs borg
Hertug Blåskægs borg, ungarsk: A kékszakállú herceg vára, er en opera i én akt af Béla Bartók. 
Hertug Blåskægs borg blev skrevet i 1911 som et bidrag til en ungarsk operakonkurrence. Operaen blev afvist af juryen og opførtes først den 24. maj 1918 i Budapest. Librettoen blev skrevet af Béla Balázs efter Charles Perraults udgave af folkeeventyret om Blåskæg (fr: La Barbe-Bleue) fra 1697.

## Rolleliste
- Riddar Blåskägg – bas/basbaryton
- Judith – mezzosopran